# Jordi Burillo
Jordi Burillo (ur. 7 grudnia 1972 w Barcelonie) – hiszpański tenisista, reprezentant w Pucharze Davisa.

## Kariera tenisowa
Jako zawodowy tenisista Burillo występował w latach 1991–2000.
W grze pojedynczej awansował do 3 finałów turniejów rangi ATP World Tour, zwyciężając w 1993 roku w Bolonii.
W grze podwójnej Hiszpan wygrał 1 turniej ATP World Tour spośród 3 rozegranych finałów, w 1997 roku w Barcelonie wspólnie z Alberto Berasateguiem.
W 1994 roku Burillo zagrał dla reprezentacji Hiszpanii w ćwierćfinale Pucharu Davisa przeciwko Niemcom. Przegrał z Michaelem Stichem i pokonał Marca-Kevina Goellnera, a końcowy triumf odnieśli Hiszpanie zwyciężając 3:2.
W rankingu gry pojedynczej Burillo najwyżej był na 43. miejscu (22 kwietnia 1996), a w klasyfikacji gry podwójnej na 100. pozycji (2 lutego 1998).

### Finały w turniejach ATP World Tour
| Legenda                                      |
| -------------------------------------------- |
| Wielki Szlem                                 |
| Igrzyska olimpijskie                         |
| Tennis Masters Cup / ATP Finals              |
| ATP Masters Series / ATP Tour Masters 1000   |
| ATP International Series Gold / ATP Tour 500 |
| ATP International Series / ATP Tour 250      |

#### Gra pojedyncza (1–2)
| Końcowy wynik | Nr | Data                | Turniej   | Nawierzchnia | Przeciwnik        | Wynik finału        |
| ------------- | -- | ------------------- | --------- | ------------ | ----------------- | ------------------- |
| Zwycięzca     | 1. | 17 maja 1993        | Bolonia   | Ceglana      | Andriej Czerkasow | 7:6(4), 6:7(7), 6:1 |
| Finalista     | 1. | 13 czerwca 1993     | Florencja | Ceglana      | Thomas Muster     | 1:6, 5:7            |
| Finalista     | 2. | 1 października 1995 | Palermo   | Ceglana      | Francisco Clavet  | 7:6(2), 3:6, 6:7(1) |

#### Gra podwójna (1–2)
| Końcowy wynik | Nr | Data             | Turniej    | Nawierzchnia | Partner             | Przeciwnicy                  | Wynik finału  |
| ------------- | -- | ---------------- | ---------- | ------------ | ------------------- | ---------------------------- | ------------- |
| Finalista     | 1. | 26 sierpnia 1990 | San Marino | Ceglana      | Marcos Górriz       | Vojtěch Flégl Daniel Vacek   | 1:6, 6:4, 6:7 |
| Zwycięzca     | 1. | 20 kwietnia 1997 | Barcelona  | Ceglana      | Alberto Berasategui | Pablo Albano Àlex Corretja   | 6:3, 7:5      |
| Finalista     | 2. | 14 września 1997 | Marbella   | Ceglana      | Alberto Berasategui | Karim al-Alami Julián Alonso | 6:4, 3:6, 0:6 |